# Sergij Chyzjniak
Sergij Chyzjniak (ukrainska: Сергій Хижняк), född 25 november 1978, är en ukrainsk parasportare som tävlar i längdskidåkning och skidskytte.

## Familj
Chyzjniak är gift med Olena Jurkovska.

## Meriter
- Brons vid paralympiska vinterspelen 2006, skidskytte 7,5 km sittande